# 日野元重
日野 元重（ひの もとしげ）は、安土桃山時代から江戸時代前期にかけての武将。毛利氏家臣で長州藩士。知行は1000石。父は日野景幸。弟に日野政重。

## 生涯

### 前半生
天正5年（1577年）、小早川隆景麾下の毛利氏家臣・日野景幸の嫡男として生まれる。
天正18年（1590年）、小田原征伐から帰国した父・景幸から所領を譲られる。景幸は次男の清八と共に小早川隆景の家臣となって筑前国に所領を与えられた。
慶長2年（1597年）2月14日に毛利秀元から「元」の偏諱を与えられ、2月17日には毛利輝元から「七兵衛尉」の官途名を与えられた。

### 慶長の役
慶長2年（1597年）から始まる慶長の役では秀元に従って朝鮮に渡った。同年12月22日から慶長3年（1598年）1月4日にかけて行われた第一次蔚山城の戦いにおいては和智元盛、三刀屋孝和、口羽元良、吉見広行ら毛利氏家臣に加え、加藤清正家臣の加藤重次や近藤四郎右衛門らと共に蔚山城の三の丸に籠城して戦い、負傷しつつも武功を挙げた。これにより、第一次蔚山城の戦いで功のあった毛利氏家臣を賞した、慶長3年（1598年）1月25日付の豊臣秀吉の朱印状に元重の名（日野新次郎）も記されている。また、同年1月29日に輝元は児玉元兼を使者として、蔚山城での籠城戦の苦労をねぎらう旨の書状を元重に送っている。

### 長州藩士
慶長5年（1600年）の関ヶ原の戦い後に毛利氏が長門国と周防国の2ヶ国に減封となると元重もそれに従い、長門国美祢郡伊佐郷の内の200石を与えられた。
慶長10年（1605年）12月14日、同年の五郎太石事件の後に毛利氏家臣団や有力寺社の総勢820名が連署して毛利氏への忠誠や様々な取り決めを記した連署起請文において、56番目に「日野七兵衛尉」と署名している。
慶長12年（1607年）1月3日には輝元から「三右衛門尉」の官途名を与えられる。
関ヶ原の戦い後に毛利氏に帰参していた父・景幸が元和9年（1623年）6月12日に死去すると、景幸に与えられていた長門国美祢郡伊佐郷の内の540石と、長門国大津郡日置庄の内の460石、合計1000石の知行が元和10年（1624年）1月11日に元重に与えられ、元重に与えられていた長門国美祢郡伊佐郷の内の200石は弟の政重に与えられた。
寛永3年（1626年）12月13日、毛利秀就から「摂津守」の受領名を与えられた。
慶安2年（1649年）7月25日に死去。享年73。嫡男の就征が後を継いだ。